# Lo Boisson (Losera)
Lo Boisson (en francès Le Buisson) és un municipi francès situat al departament del Losera i a la regió d'Occitània.